# Símbols de Medellín

Escut de Medellín.

Bandera de Medellín.

Els símbols de Medellín representen a aquest municipi del departament de Antioquia, en la República de Colòmbia.

## Escut
L'escut d'armes del municipi de Medellín està conformat per un camp blau i una torre molt gruixuda, rodona, tot al voltant emmerletat i sobre ell un escut d'armes que té quinze puntes, set blaves i vuit d'or, i sobre el seu coronel que li toca i en l'homenatge de la torre a cadascun dels costats un torreonet, així mateix emmerletats i enmig d'ells posada una imatge de la Mare de Déu sobre un núvol, amb el seu fill als braços amb l'advocació de l'Anunciació en la forma que se segueix.

## Bandera
La bandera de Medellín, oficialment bandera del municipi de Medellín és un dels símbols de la ciutat de Medellín juntament amb l'escut de Medellín. Es tracta d'una bandera derivada de l'escut heràldic i està formada per dues bandes horitzontals d'igual amplada, blanca la superior i vert la inferior. Quan es penja en vertical la franja groga ha de quedar al costat esquerre de l'espectador.